# Robert III. (Flandern)

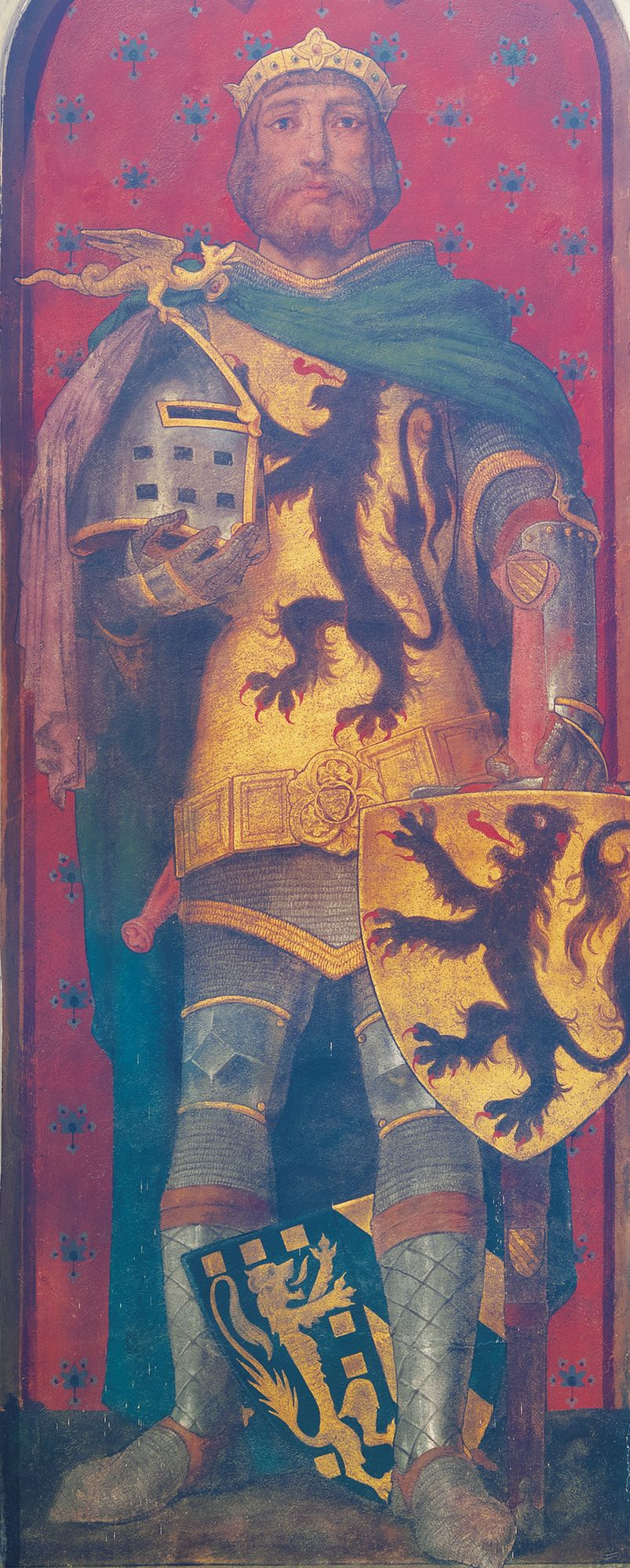
Robert III. von Flanders (1858)

Robert III. von Flandern, genannt Robert von Dampierre (nach seinen väterlichen Vorfahren) oder Robert von Béthune (nach einem Lehen seiner Mutter) (* 1249; † 1. September 1322 in Ypern) war Graf von Flandern 1305–1322. Er war der Sohn von Guido von Dampierre und Mathilde (Mahaut) von Béthune.
Angesichts der mit Erbansprüchen des französischen Königs Philipp IV. begründeten Invasion der Grafschaft Flandern von 1297 bis 1300 verteidigte er Flandern, geriet aber in Gefangenschaft und wurde von Philipp dann fünf Jahre lang (1300–1305) in Chinon festgehalten. Erst aufgrund des Vertrages von Athis-sur-Orge wurde er freigelassen und trat nach seinem kurz zuvor verstorbenen Vater sofort die Herrschaft in Flandern an. Der Vertrag regelte den Transport de Flandre, das heißt, den Transfer der Souveränität des südlichen Flandern (Lille, Douai und Orchies) und erhob ein immenses Lösegeld. In der Zwickmühle zwischen der Wut seiner Untertanen, die lange für die Unabhängigkeit ihres Landes gekämpft hatten, und dem machiavellistischen Verhalten des französischen Königs, hatte er kein leichtes Taktieren. Als guter Feudalherr gelobte er jedoch Vasallentreue, akzeptierte auch die finanziellen Verpflichtungen und die Schikanen gegenüber den Flamen. Während der Friedenszeit (1309–1312 und ab 1317) förderte er – wie seine Vorgänger – Wirtschaft und Handel. Die Auseinandersetzung mit seinem Sohn Ludwig I. von Nevers endete 1322, nur kurz vor beider Tod, mit einer Versöhnung.

## Nachkommen
Aus seiner ersten Ehe, die Robert 1266 mit Blanche von Anjou (* 1250; † 1269), Tochter von Karl von Anjou, König von Sizilien, und Beatrix von Provence schloss, hatte er den Sohn Karl (1266–1277), der Isabella von Burgund versprochen war, jedoch in jungen Jahren starb.
1272 heiratete er Jolanthe von Burgund († 1280), Gräfin von Nevers 1265–1280; mit ihr hatte er folgende Kinder:
- Ludwig I. (* 1272; † 1322) Graf von Nevers und Rethel, Vater des Grafen Ludwig I. von Flandern
- Robert († 1331), Herr von Marle und Cassel, ⚭ 1323 Johanna von Bretagne (* 1294; † 1364), Tochter des Herzogs Arthur II. von Bretagne und der Jolanthe von Dreux, Gräfin von Montfort
- Johanna (Jeanne) († 1333) ⚭ 1288 Enguerrand IV. de Coucy († 1310) (Haus Boves)
- Jolanthe (Yolande) († 1313) ⚭ 1287 Gauthier III. d’Enghien († 1310).
- Mathilde ⚭ 1314 Matthias von Lothringen († 1330), Herr von Fleurines.